# Міжнародні роки ООН
Міжнародні дати і періоди ООН — спеціальні заходи і пам'ятні дати, які оголошуються Генеральною Асамблеєю з метою залучення уваги до проблем інтернаціонального значення. Існують міжнародні десятиліття, роки, місяці, дні.
Міжнародні роки — один з видів спеціальних заходів і пам'ятних дат ООН.
Перший міжнародний рік був проголошений Генеральною Асамблеєю ООН в 1959 році. У своїй резолюції 1285 (XIII) Генеральна Асамблея «розглянула пропозицію про встановлення Всесвітнього року біженця, починаючи з червня 1959 року».

## Роки
В дужках вказано номер резолюції та номер сесії Генеральної Асамблеї ООН.
- 1959 — Всесвітній рік біженця (резолюція ООН 1285 (XIII))
- 1961 — Міжнародний рік охорони здоров'я і медичних досліджень (резолюція ООН 1283 (XIII))
- 1965 — Рік міжнародного співробітництва (резолюція ООН 1907 (XVIII))
- 1967 — Рік міжнародного туризму (резолюція ООН 2148 (XXI))
- 1968 — Міжнародний рік прав людини (резолюція ООН 2081 (XX))
- 1970 — Міжнародний рік освіти
- 1971 — Міжнародний рік по боротьбі з расизмом і расовою дискримінацією (резолюція ООН 2544 (XXIV))
- 1974 — Всесвітній рік народонаселення (резолюція ООН 2683 (XXV))
- 1975 — Міжнародний рік жінки (резолюція ООН 3010 (XXVII))
- 1978 — Міжнародний рік боротьби проти апартеїду
- 1979 — Міжнародний рік дітей (резолюція ООН 31/169)
- 1981 — Міжнародний рік інвалідів (резолюція ООН 31/123)
- 1982 — Міжнародний рік мобілізації на користь санкцій проти Південної Африки
- 1983 — Всесвітній рік зв'язку: розвиток інфраструктур зв'язку (резолюція ООН 36/40)
- 1985 — Рік Організації Об'єднаних Націй
- 1985 — Міжнародний рік молоді: участь, розвиток, мир (резолюція ООН 34/151)
- 1986 — Міжнародний рік миру (резолюція ООН 37/16)
- 1987 — Міжнародний рік забезпечення житлом безпритульного населення
- 1990 — Міжнародний рік грамотності (резолюція ООН 42/104)
- 1992 — Міжнародний рік космосу (резолюція ООН 44/46)
- 1993 — Міжнародний рік корінних народів світу
- 1994 — Міжнародний рік сім'ї (резолюція ООН 44/82)
- 1994 — Міжнародний рік спорту та олімпійських ідеалів
- 1995 — Рік Організації Об'єднаних Націй, присвячений терпимості (резолюція ООН 48/126)
- 1995 — Всесвітній рік пам'яті народів про жертви другої світової війни (резолюція ООН 49/25)
- 1996 — Міжнародний рік боротьби за ліквідацію злиднів (резолюція ООН 48/183)
- 1998 — Міжнародний рік океану (резолюція ООН 49/131)
- 1999 — Міжнародний рік людей похилого віку
- 2000 — Міжнародний рік культури світу (резолюція ООН 53/15)
- 2000 — Міжнародний рік подяки (резолюція ООН 52/16)
- 2001 — Рік діалогу між цивілізаціями під егідою ООН (резолюція ООН 53/22)
- 2001 — Міжнародний рік добровольців (резолюція ООН 52/17)
- 2001 — Міжнародний рік мобілізації зусиль для боротьби проти расизму, расової дискримінації, ксенофобії і пов'язаної з ними нетерпимості (резолюція ООН 53/132)
- 2002 — Міжнародний рік екотуризму (резолюція ООН 53/200)
- 2002 — Міжнародний рік гір (резолюція ООН 53/24)
- 2002 — Рік культурної спадщини Організації Об'єднаних Націй (резолюція ООН 56/8)
- 2003 — Міжнародний рік прісної води (резолюція ООН 55/196)
- 2003 — Рік киргизької державності (резолюція ООН 57/248)
- 2004 — Міжнародний рік рису (резолюція ООН 57/162)
- 2004 — Міжнародний рік, присвячений боротьбі з рабством і його скасування (резолюція ООН 57/195)
- 2005 — Міжнародний рік фізики (резолюція ООН 58/293)
- 2005 — Міжнародний рік спорту та фізичного виховання (резолюція ООН 58/5)
- 2006 — Міжнародний рік пустель і опустелювання (резолюція ООН 58/211)
- 2007 — Міжнародний полярний рік (2007—2008)
- 2007 — Міжнародний рік дельфіна
- 2008 — Міжнародний рік планети Земля (резолюція ООН 60/192)
- 2008 — Міжнародний рік картоплі (резолюція 60/191)
- 2008 — Міжнародний рік санітарії (резолюція ООН 61/192).
- 2009 — Міжнародний рік астрономії (резолюція ООН 62/200))
- 2009 — Міжнародний рік навчання в області прав людини (початок — 10 грудня 2008 року) (62/171)
- 2009 — Міжнародний рік примирення (резолюція ООН 61/17)
- 2009 — Міжнародний рік природних волокон (резолюція ООН 61/189)
- 2010 — Міжнародний рік біорізноманіття (резолюція ООН 61/203)
- 2010 — Міжнародний рік молоді: діалог і взаєморозуміння (резолюція ООН 64/134)
- 2010 — Міжнародний рік зближення культур (резолюція ООН 62/90)
- 2011 — Міжнародний рік осіб африканського походження (A/RES/64/169)
- 2011 — Міжнародний рік хімії (A/RES/63/209)
- 2011 — Міжнародний рік лісів (A/RES/61/193)
- 2011 — Міжнародний рік молоді: діалог і взаєморозуміння (12 серпня 2010 р. — 11 серпня 2011 р.) (A/RES/ 64/134)
- 2012 — Міжнародний рік кооперативів (резолюція ООН 64/136)
- 2013 — Міжнародний рік кіноа (резолюція ООН 66/261)[1]
- 2013 — Міжнародний рік водного співробітництва (резолюція ООН 65/154)[2]
- 2014 — Міжнародний рік малих острівних держав, що розвиваються (резолюція ООН 67/206)[3]
- 2014 — Міжнародний рік кристалографії (резолюція ООН 66/284)[4]
- 2014 — Міжнародний рік сімейних фермерських господарств (резолюція ООН 66/222)[5]
- 2014 — Міжнародний рік солідарності з палестинським народом (резолюція ООН 68/12)[6]
- 2015 — Міжнародний рік світла і технологій на основі світла (резолюція ГА ООН A/RES/68/221)[7]
- 2015 — Міжнародний рік ґрунтів (резолюція ГА ООН A/RES/68/232)[8]
- 2016 — Міжнародний рік зернобобових (резолюція ГА ООН A/RES/68/231)[9]
- 2017 — Міжнародний рік сталого туризму в інтересах розвитку (англ. International Year of Sustainable Tourism for Development)[10]
- 2019 — Міжнародний рік мов корінних народів (англ. International Year of Indigenous Languages)[11]
- 2019 — Міжнародний рік періодичної таблиці хімічних елементів (резолюція ООН 72/228)[12]
- 2019 — Міжнародний рік поміркованості (резолюція ООН 72/129)[12]
- 2020 — Міжнародний рік медичної сестри та акушерки[12]
- 2020 — Міжнародний рік здоров'я рослин (резолюція ООН 73/252)[12]
- 2021 — Міжнародний рік боротьби за ліквідацію дитячої праці (резолюція ООН 73/327)[12]
- 2021 — Міжнародний рік креативної економіки для сталого розвитку (резолюція ООН 74/198)[12]
- 2021 — Міжнародний рік миру та довіри (резолюція ООН 73/338)[12]
- 2022 — Міжнародний рік фундаментальних наук для сталого розвитку (резолюція ООН 76/14)[12]
- 2022 — Міжнародний рік сталого гірського розвитку (резолюція ООН 76/129)[12]
- 2022 — Міжнародний рік кустарного рибальства та аквакультури (резолюція ООН 72/72)[12]
- 2022 — Міжнародний рік скла (резолюція ООН 75/279)[12]
- 2023 — Міжнародний рік проса (резолюція ООН 75/263)[12]
- 2023 — Міжнародний рік діалогу як запоруки миру (резолюція ООН 77/32)[12]
- 2024 — Міжнародний рік верблюдових (резолюція ООН 72/210)[12]
- 2025 — Міжнародний рік миру та довіри (резолюція ООН 78/266)[12]
- 2025 — Міжнародний рік збереження льодовиків (резолюція ООН 77/158)[12]
- 2025 — Міжнародний рік кооперативів (резолюція ООН 78/175)[12]
- 2026 — Міжнародний рік пасовищ і скотарів (резолюція ООН 78/175)[12]
- 2026 — Міжнародний рік волонтерів за сталий розвиток (резолюція ООН 78/127)[12]
- 2026 — Міжнародний рік жінки-фермера (резолюція ООН 78/279)[12]
- 2027 — Міжнародний рік сталого та стійкого туризму (резолюція ООН 75/260)[12]